# 安迪·基奧治
安德魯·迪克蘭·"安迪"·基奧治（英語：Andrew Declan "Andy" Keogh，/kjoʊ/，1986年5月16日—），是一名愛爾蘭職業足球員，司職前鋒，現效力澳職球會珀斯光輝。

## 生平
早期
出生於都柏林南部的基奧治曾就讀於聖布里吉德的NS福克斯羅克和蒙士鎮基督教兄弟學院。他的足球生涯在南都柏林球會卡賓提利（Cabinteely FC）和聖若瑟男孩展開，其後他在16歲時加盟列斯聯。他從未為列斯聯正選上陣過，只曾在聯賽盃對樸茨茅夫的賽事中後備上陣。隨後，他在2004/05球季初便被球會外借至當時在英乙作賽的斯肯索普。
2004年8月7日，他在以3-1的比分擊敗洛達咸的賽事中首次於聯賽上陣。他總共上陣了12場賽事並攻入兩球，其後由於有列斯聯球員受傷，使基奧治被召回艾蘭路球場。他在2004年剩餘時間代表列斯聯出戰預備組賽事，直至他在2005年1月被外借至貝利以取代加盟普雷斯頓的大衛·紐根特。
斯肯索普
當基奧治被外借至貝利期間，時任斯肯索普領隊白賴仁·羅斯據報出價5萬英鎊以買入他。列斯聯接受出價，他在2月14日正式加盟這支球會。其後，他只能取得一次入球，但他是球隊以亞軍身份升班英甲的成員之一，冠軍是伊奧維。
2005/06球季，他才真正在球隊有所發揮。自球隊以10萬英鎊從錫菲聯買入19歲前鋒比利·沙柏後，基奧治成為在英甲最具攻力的鋒線組合之一，總共攻入38球，他取得其中的15球。他亦在足總盃第三圈對曼城的賽事中亦曾射破英格蘭國門大衛·占士的十指關。
2007年1月12日，他拒絕由斯肯索普提供的更好條件的合約，所以將會在2006/07球季結束後可以自由轉去其他球會。當他未滿24歲，斯肯索普有權通過直接提議或法庭來獲得金錢。
狼隊
狼隊曾出價50萬英鎊買入基奧治，但未能成功。最終他在2007年1月23日]以初步60萬英鎊和最高至85萬英鎊的附款的轉會條件加盟狼隊並簽訂三年半合約 。
他在對昆士柏流浪的賽事中的表現贏得對方領隊約翰·古格里的稱讚並稱他是該季最佳收購之一。
球季結束前，他為球會攻入5個入球，使球隊取得附加賽資格。隨後的一季初，他的努力被狼隊所承認，而被授予著名的9號球衣。他繼續攻入了11球，但球會最終因得失球差而失去參與附加賽的資格。
2008/09球季，基斯·伊維路莫和施雲·依賓斯-比歷克穩佔英冠神射手，使基奧治缺乏正選機會，狼隊最終於該季升班。然而，基斯·伊維路莫、施雲·依賓斯-比歷克和於2009/10球季新買入的奇雲·杜爾先後受傷，使基奧治取得正選上陣的機會。他在以1-0的比分擊敗韋根的賽事中成為狼隊該季首位入球的球員，這場勝仗亦是狼隊的首場英超客場勝利亦是自1984年首次在頂級聯賽的客場勝利。奇雲·杜爾等人復出後，他失去正選位置。2009年12月，他腳踝的肌腱和韌帶受傷，需要施手術並預料缺陣3個月。球會與他續約至2012年夏天。
淪為球隊第四選擇的前鋒，為求爭取上陣機會，基奧治於2010年8月24日獲外借到英冠的卡迪夫城一個球季，雖然取得兩個重要入球，但僅獲派上陣18次，狼隊於2011年1月召回基奧治，再外借他到另一支英冠球隊布里斯托城，為期3個月。
米禾爾
2012年1月31日基奧治轉投英冠球會米禾爾，簽約兩年半。

## 國際賽
2007年3月，由於卡雷布·科蘭因傷被逼退隊，而使時任愛爾蘭領隊史提夫·史當頓徵召基奧治，這是他首次被愛爾蘭隊徵召。5月23日，他在紐約巨人體育場對厄瓜多爾的友賽中處子上陣，其後亦有出戰2008年歐國盃外圍賽。
他在基奧雲尼·查帕東尼執教愛爾蘭隊的首場賽事於都柏林克羅克體育場對塞爾維亞的友賽中攻入關鍵球，協助球隊以1-1的比分賽和對手。。這次入球贏得FAI年度最佳入球獎。在基奧雲尼·查帕東尼麾下，他亦在訓練營對葡萄牙足球聯賽球隊的賽事中取得入球。他的隊友奇雲·杜爾與羅比·堅尼穩佔愛爾蘭隊的正選前鋒位置，使基奧治多以後備形式上陣。

## 榮譽
斯肯索普
- 英甲冠軍：2006–07

狼隊
- 英冠冠軍：2008–09

## 外部連結
- （英文）Official club profile
- （英文）足球数据库：安迪·基奧治的球员统计数据